# 藤見嶽虎之助
藤見嶽 虎之助（ふじみだけ とらのすけ、1878年6月18日 - 1923年7月15日）は、現在の福島県二本松市出身で藤島部屋、尾車部屋に所属した元大相撲力士。本名は神田 久助。7代藤島。165cm、71kg。最高位は西前頭3枚目。

## 経歴
魚店に奉公するも相撲好きで年寄藤島甚助に勧誘され、1895年入門。1895年5月序ノ口、藤島部屋は稽古場がなく、出稽古として尾車部屋に通い当時幕下だったのちの大関・荒岩の指導を受け、1901年1月十両昇進。1904年1月入幕を果たす。1901年5月、1904年1月に太刀山峯右エ門と、1905年5月に大砲万右エ門と引き分けている。藤見嶽の取り口を大関朝汐は｢力士の中でも藤見嶽くらい相撲上手な者はいない。相撲具合の良いこと、出足といい逃足といい、おまけに柔らか身などは言い様がないほど巧い。｣と称賛していた。すでに二枚鑑札であったが、1910年6月に引退し親方業に専念した。1923年、風邪から胸を冒され45歳で死去。

## 成績
- 番付在位場所数31場所
- 幕内13場所29勝54敗28休19分預

### 場所別成績
| 1895年 （明治28年） | x                             | 西序ノ口18枚目 –                 |
| 1896年 （明治29年） | 西序二段24枚目 –              | 西序二段23枚目 –                 |
| 1897年 （明治30年） | 東序二段7枚目 –               | 西序二段15枚目 –                 |
| 1898年 （明治31年） | 西三段目20枚目 –              | 西三段目13枚目 –                 |
| 1899年 （明治32年） | 東幕下30枚目 –                | 東幕下11枚目 –                   |
| 1900年 （明治33年） | 東幕下10枚目 1–0 （対十両戦） | 東幕下3枚目 3–1 1分 （対十両戦） |
| 1901年 （明治34年） | 西十両8枚目 4–1 1分           | 西十両筆頭 4–2 1分1預            |
| 1902年 （明治35年） | 西十両筆頭 4–4 1分1預         | 東十両2枚目 5–3 1預              |
| 1903年 （明治36年） | 東十両筆頭 5–3 1分1預         | 東十両筆頭 6–3 1預               |
| 1904年 （明治37年） | 東前頭12枚目 4–4–1 1預        | 西前頭11枚目 4–4–2               |
| 1905年 （明治38年） | 西前頭6枚目 4–3–2 1分         | 西前頭3枚目 3–4–1 2分            |
| 1906年 （明治39年） | 西前頭3枚目 1–4–1 4分         | 東前頭8枚目 2–6–1 1分            |
| 1907年 （明治40年） | 東前頭7枚目 0–4–5 1分         | 東前頭11枚目 1–4–2 2分1預        |
| 1908年 （明治41年） | 東前頭15枚目 4–3–1 2分        | 東前頭8枚目 1–7–1 1預            |
| 1909年 （明治42年） | 西前頭14枚目 3–6–1            | 西十両筆頭 4–2 2分               |
| 1910年 （明治43年） | 西前頭13枚目 1–1–5 2分1預     | 西前頭16枚目 引退 1–4–5          |
| 各欄の数字は、「勝ち-負け-休場」を示す。 優勝 引退 休場 十両 幕下 三賞：敢=敢闘賞、殊=殊勲賞、技=技能賞 その他：★=金星 番付階級：幕内 - 十両 - 幕下 - 三段目 - 序二段 - 序ノ口 幕内序列：横綱 - 大関 - 関脇 - 小結 - 前頭（「#数字」は各位内の序列） |                               |                                  |

- 幕下以下の地位は小島貞二コレクションの番付実物画像による。また当時の幕下以下の星取や勝敗数等の記録については2025年現在相撲レファレンス等のデータベースに登録がなく、特に序二段や序ノ口などについては記録がほとんど現存していないと思われるため、幕下以下の勝敗数等は暫定的に対十両戦の分のみを示す。

## 改名歴
藤見嶽→藤嶌(1910年1月場所-)